# Микелена, Артуро
Франсиско Артуро Микелена Кастильо, более известный просто как Артуро Микелена (исп. Arturo Michelena; 16 июня 1863[…], Валенсия — 29 июля 1898, Каракас) — венесуэльский художник XIX столетия, один из наиболее известных живописцев в истории Венесуэлы.

## Биография
Родился 16 июня 1863 года в венесуэльской Валенсии в семье художника Хуана Антонио Микелены (1832—1918).
Артуро увлёкся живописью очень раннем возрасте, под влиянием и под руководством отца. Вскоре он начал помогать отцу в качестве подмастерья, а затем и полноправного соавтора в его мастерской в Валенсии. В 1883 году 20-летний Артуро отправил две своих работы в Каракас, столицу Венесуэлы, на большую выставку, посвящённую столетию со дня рождения Симона Боливара, и за одну из них получил серебряную медаль. Эта работа до сих пор хранится в коллекции Боливарианского (то есть посвящённого Боливару) музея в Каракасе.
Спустя два года Микелена получил правительственную стипендию для того, чтобы продолжить своё образование в Европе. Он отправился в Париж, где учился в Академии Жюлиана. В 1887 году  за картину «Больной ребёнок» Микелена был награждён медалью на Салоне французских художников, став одним из немногих художников-латиноамериканцев, удостоенных этой награды.
Два года спустя за картину на сюжет из французской истории «Шарлотта Корде перед казнью» он получил золотую медаль на проходившей в Париже Всемирной выставке 1889 года. После этого его карьера была обеспечена: в том же году Микелена вернулся в Венесуэлу в статусе признанного мастера. Там он сделал предложение своей давней избраннице, и теперь её родители с радостью согласились на этот брак. Отпраздновав свадьбу, Микелена с молодой женой вернулся в Париж, где в частности иллюстрировал произведения Виктора Гюго и работал по заказам правительства Венесуэлы.
К сожалению, в 1892 году Микелена заболел туберкулёзом. Врачи посоветовали ему сменить промозглый зимой и осенью Париж на тёплый Каракас, куда он окончательно вернулся в том же году. Здесь он успешно работал как портретист и исторический живописец, по частным и правительственным заказам.
Спустя шесть лет Микелена умер в Каракасе в возрасте 35 лет на пике своей славы. Значительная часть его работ осталась незаконченной. Вдова пережила его на 60 лет.
Творческое наследие Микелены состоит из 200 картин и около 500 рисунков, эскизов, этюдов и набросков. В Венесуэле он считается одним из четырёх крупнейших художников XIX столетия, наряду с Товаром-и-Товаром, Эррера Торо и Кристобалем Рохасом.
В 2004 году картина Микелены «Больной ребёнок» (награждённая медалью на салоне 1887 года и в дальнейшем принадлежавшая американским миллионерам Асторам) была продана на аукционе Sotheby's за 1 миллион 350 тысяч долларов, что на тот момент являлось рекордом для живописи стран Латинской Америки к югу от Панамы.

## Галерея

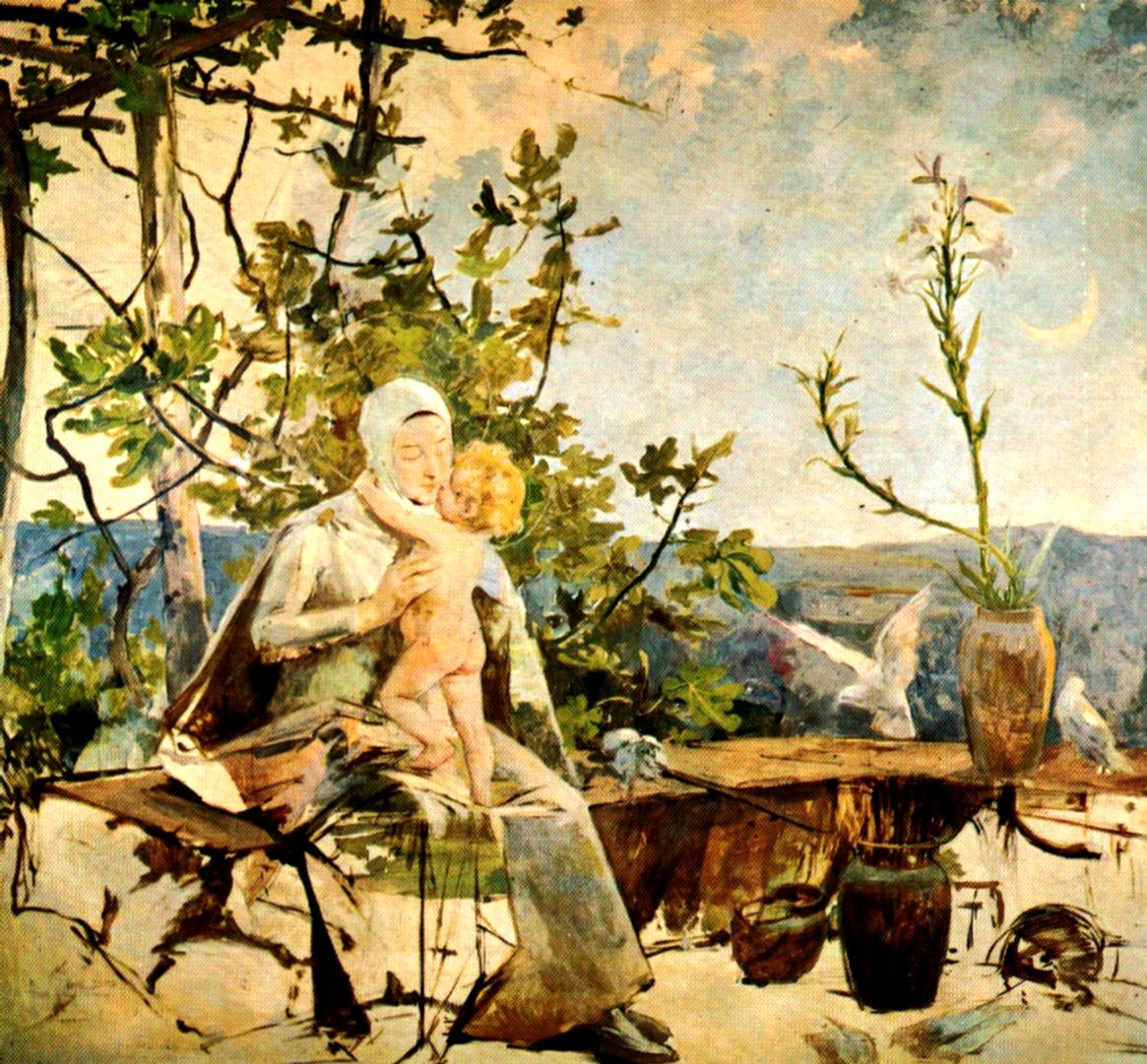
Мадонна с младенцем
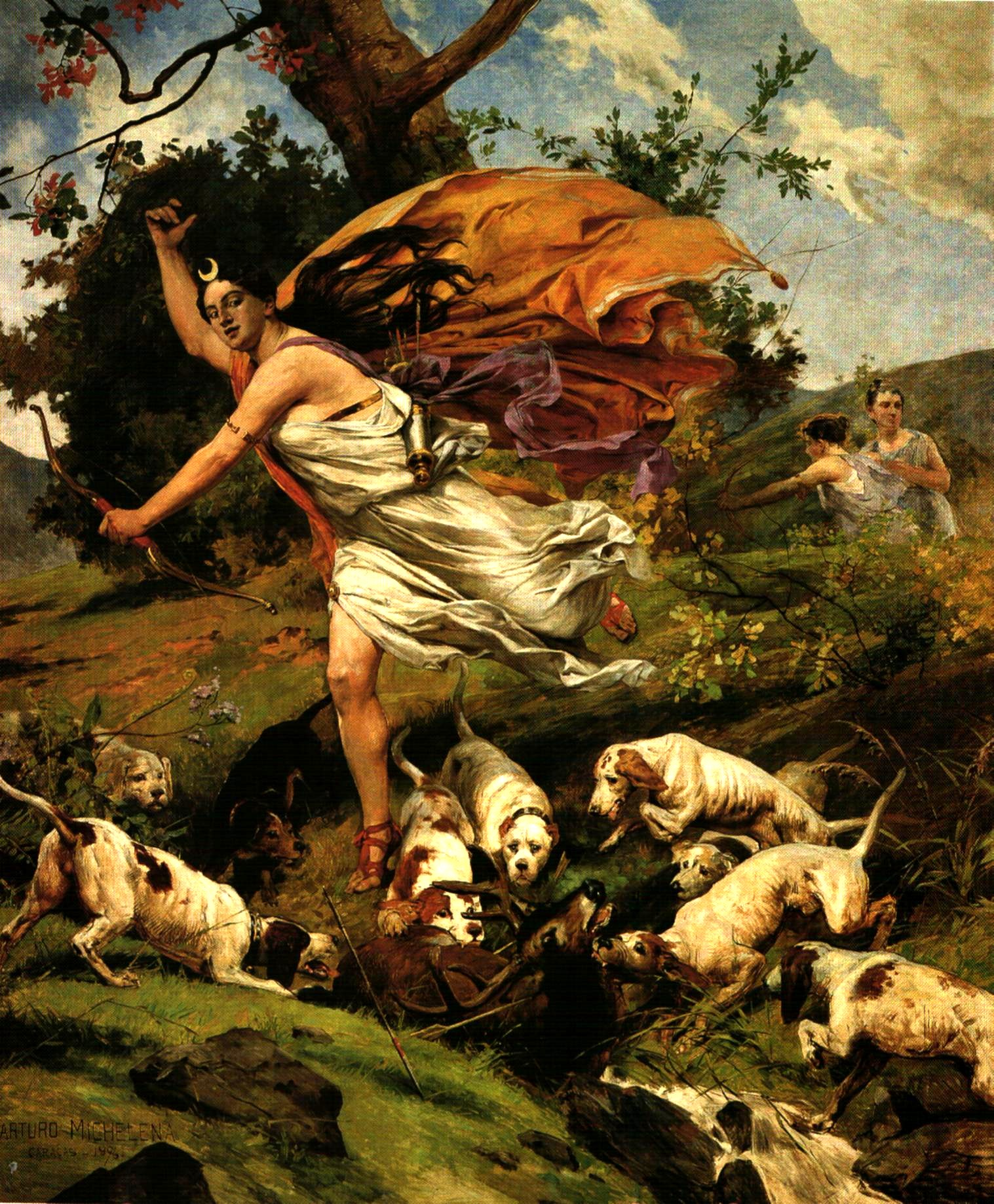
Диана-охотница
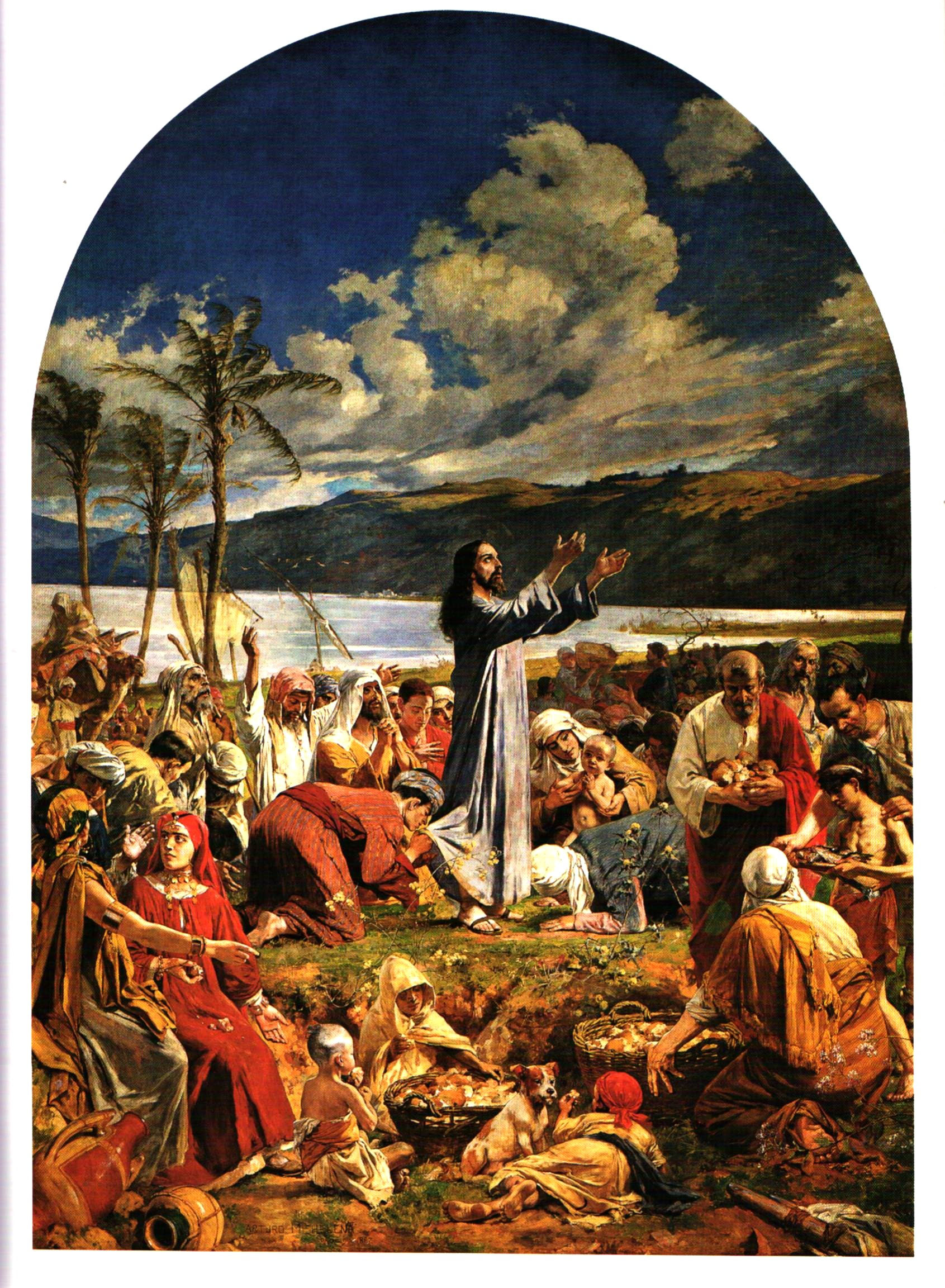
Умножение хлебов
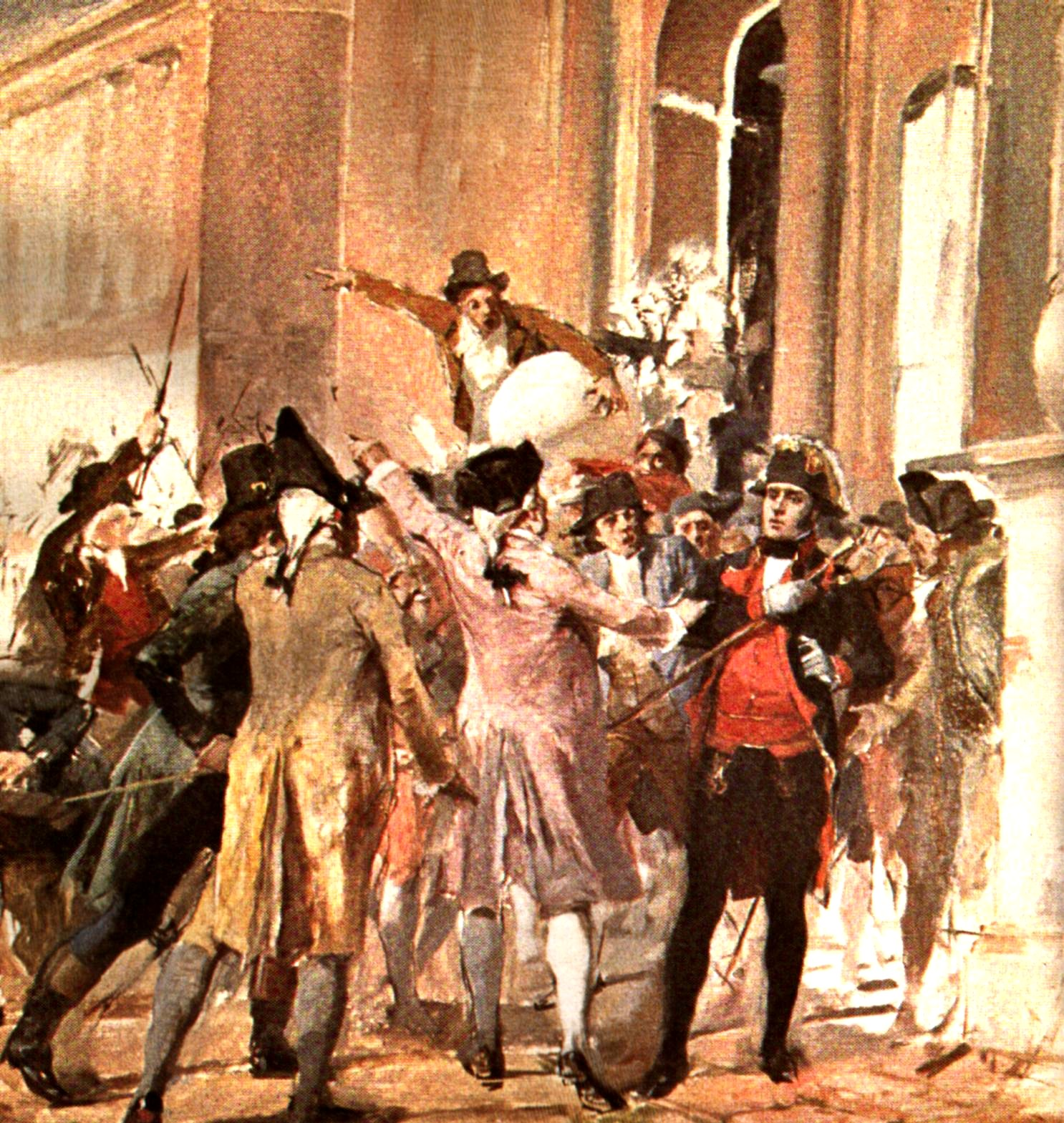
Восстание креолов
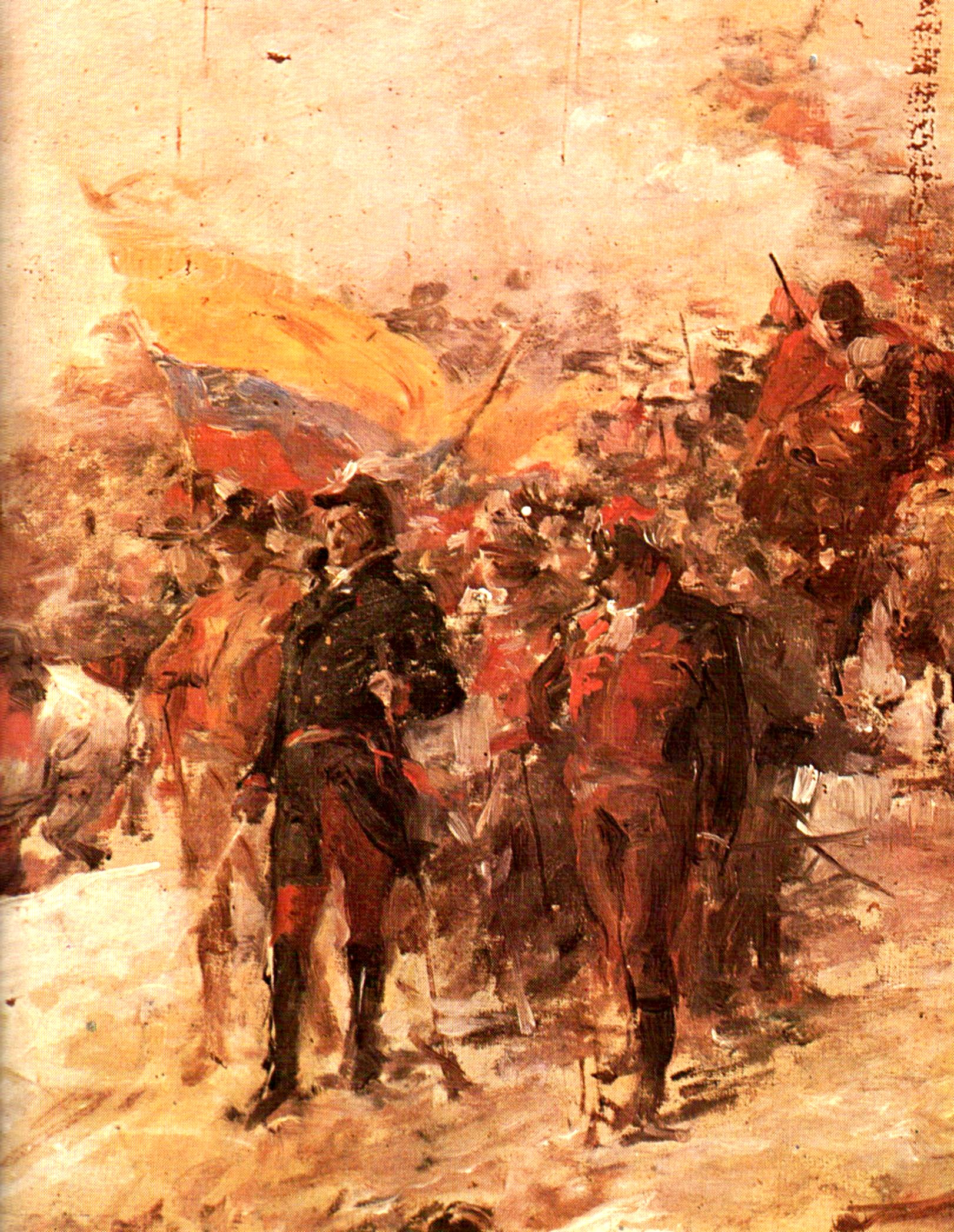
Боливар в Андах
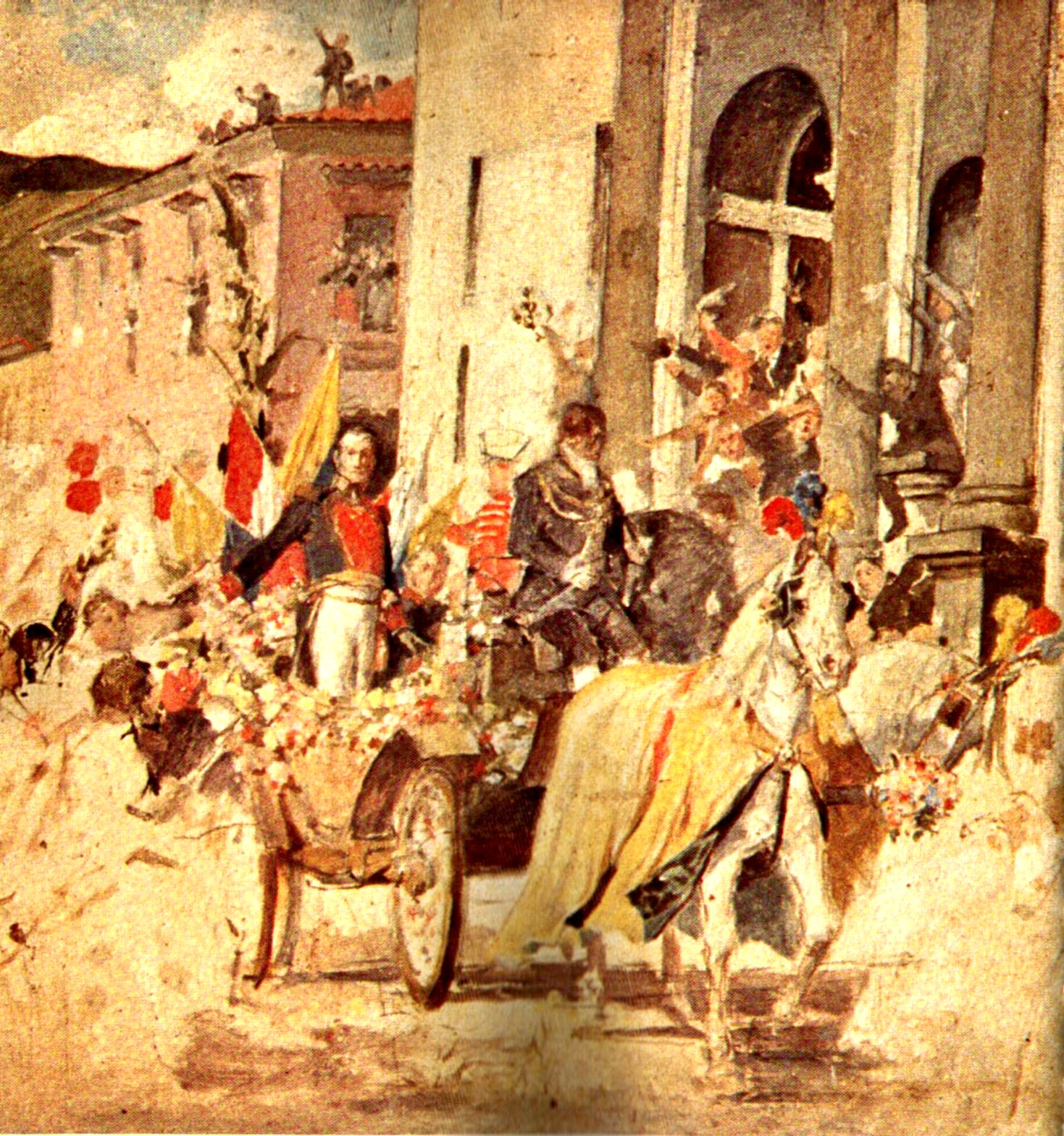
Боливар среди ликующей толпы
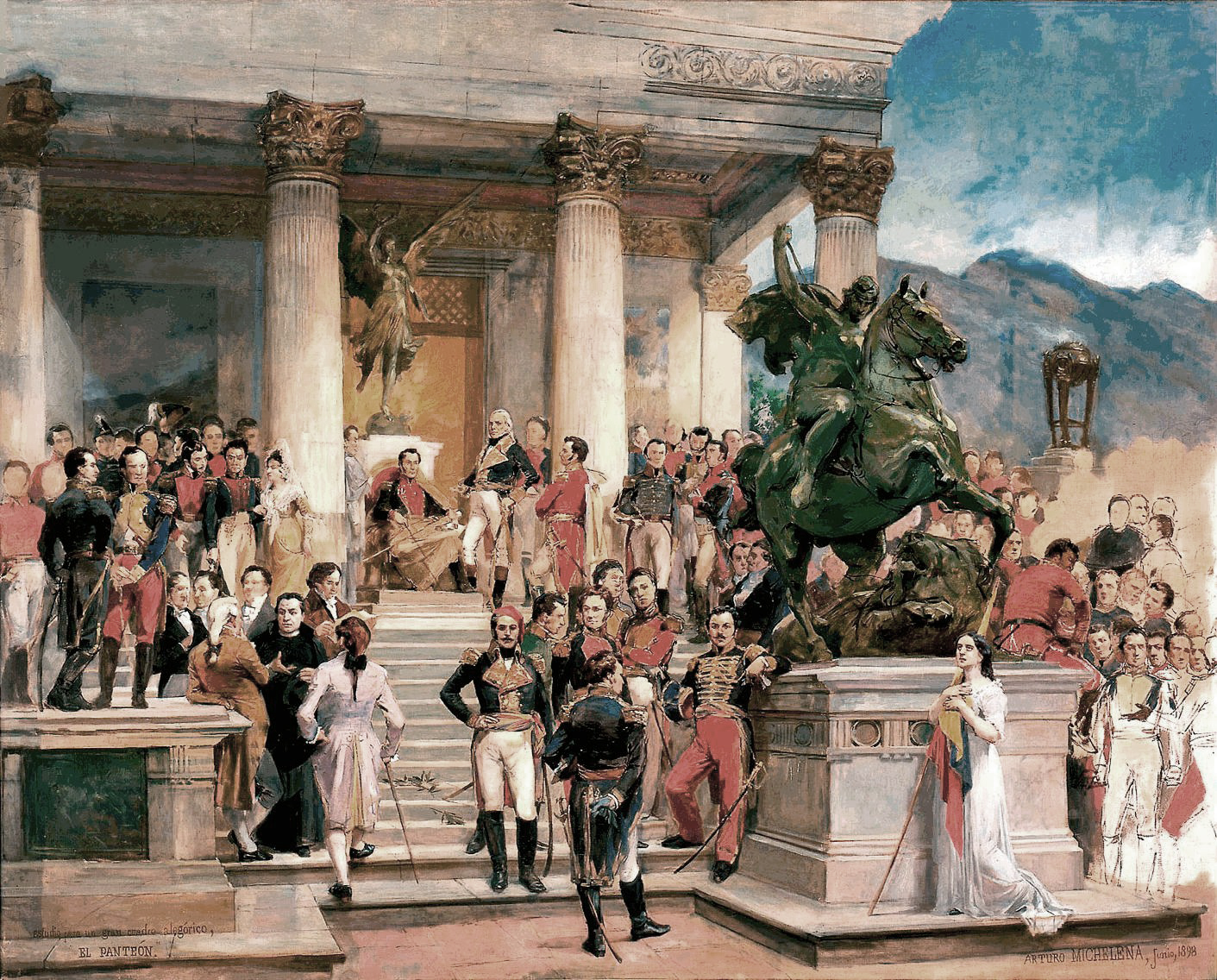
Пантеон героев
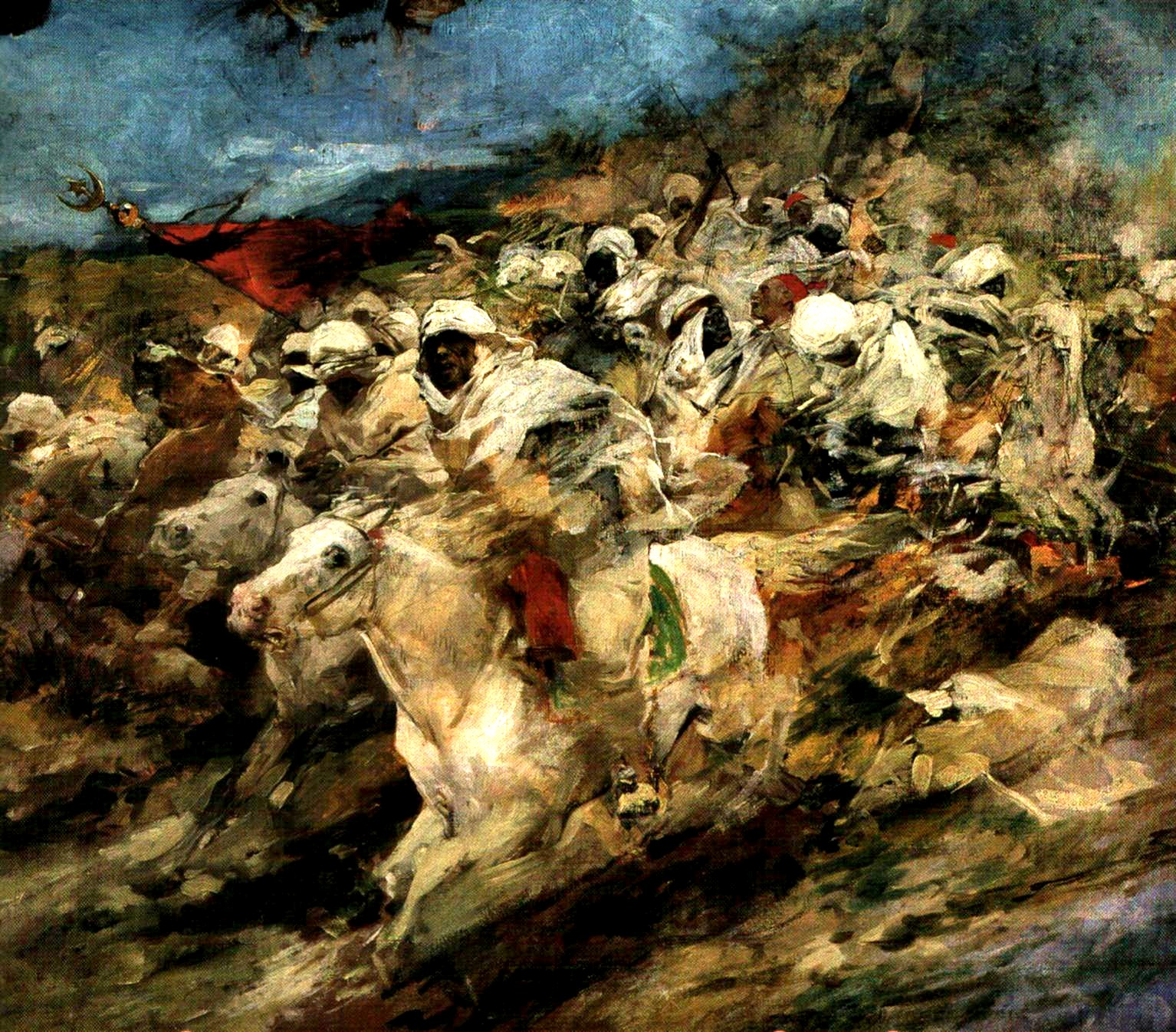
Арабская фантазия
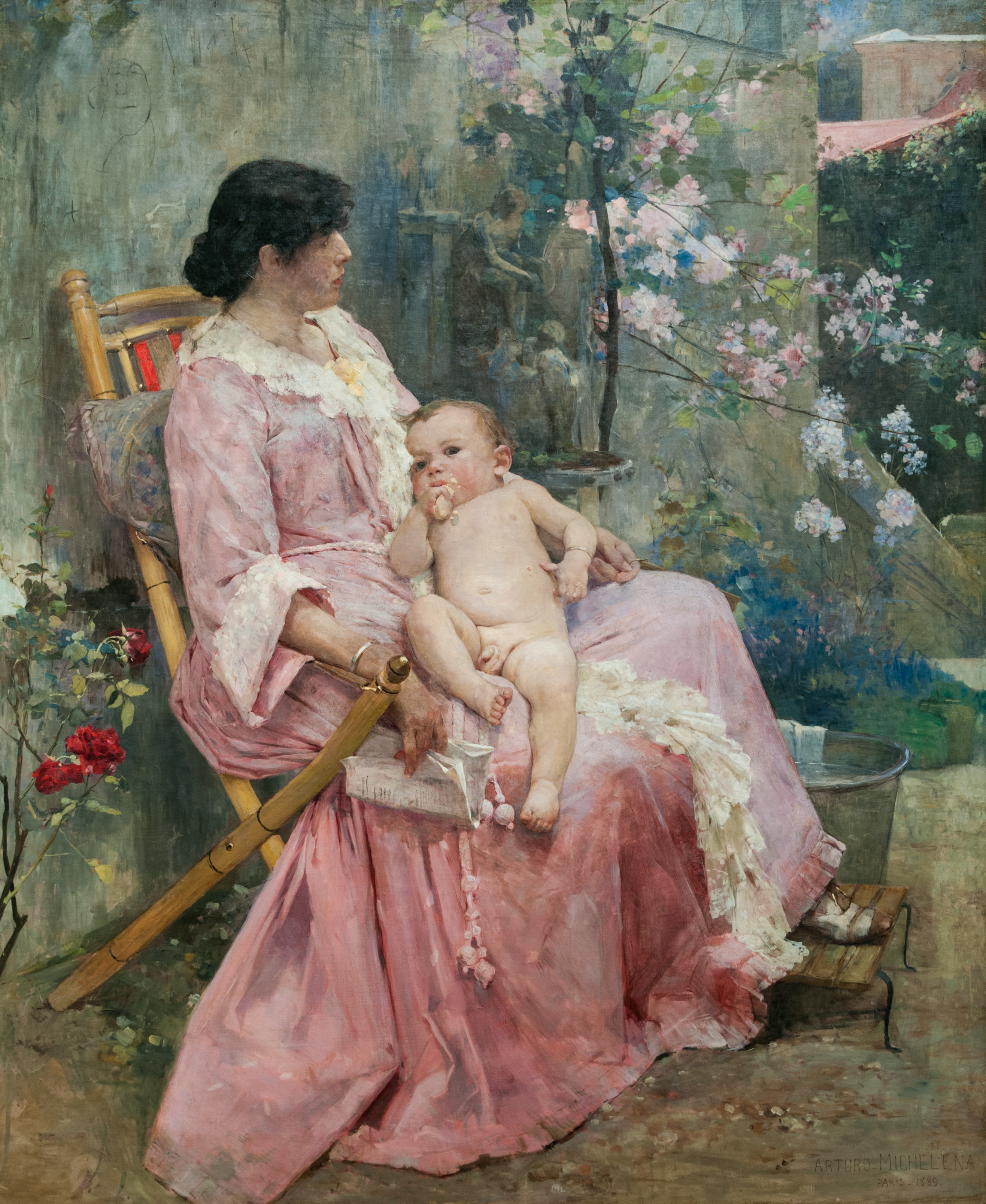
Мать и дитя
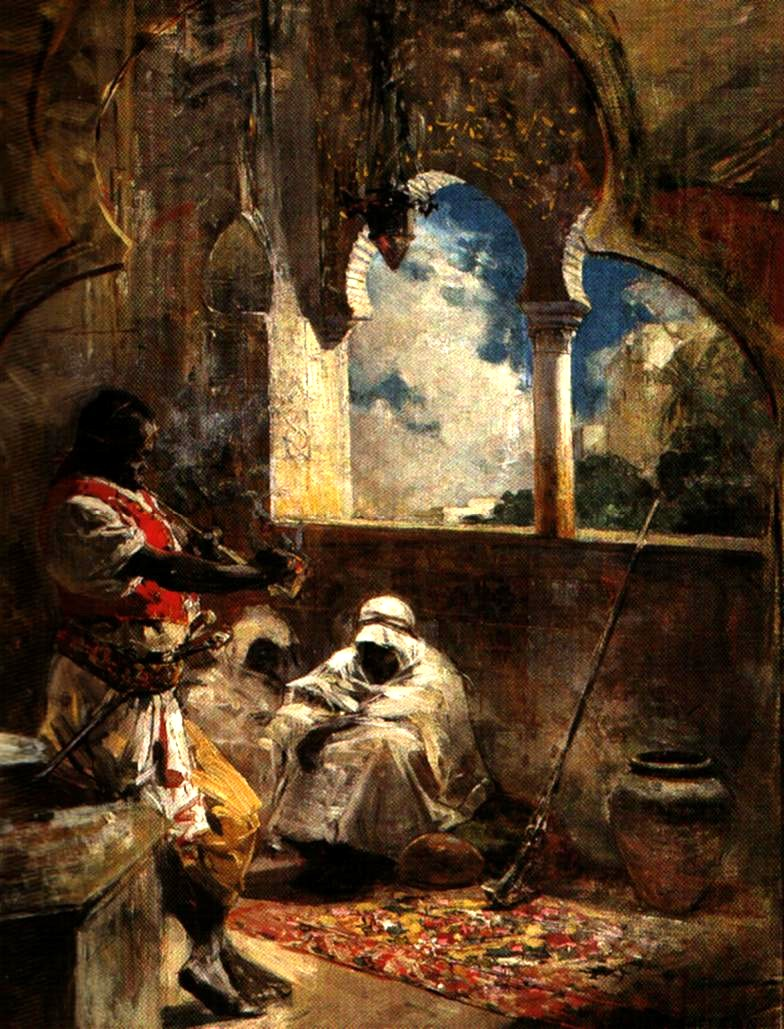
Волшебный восток
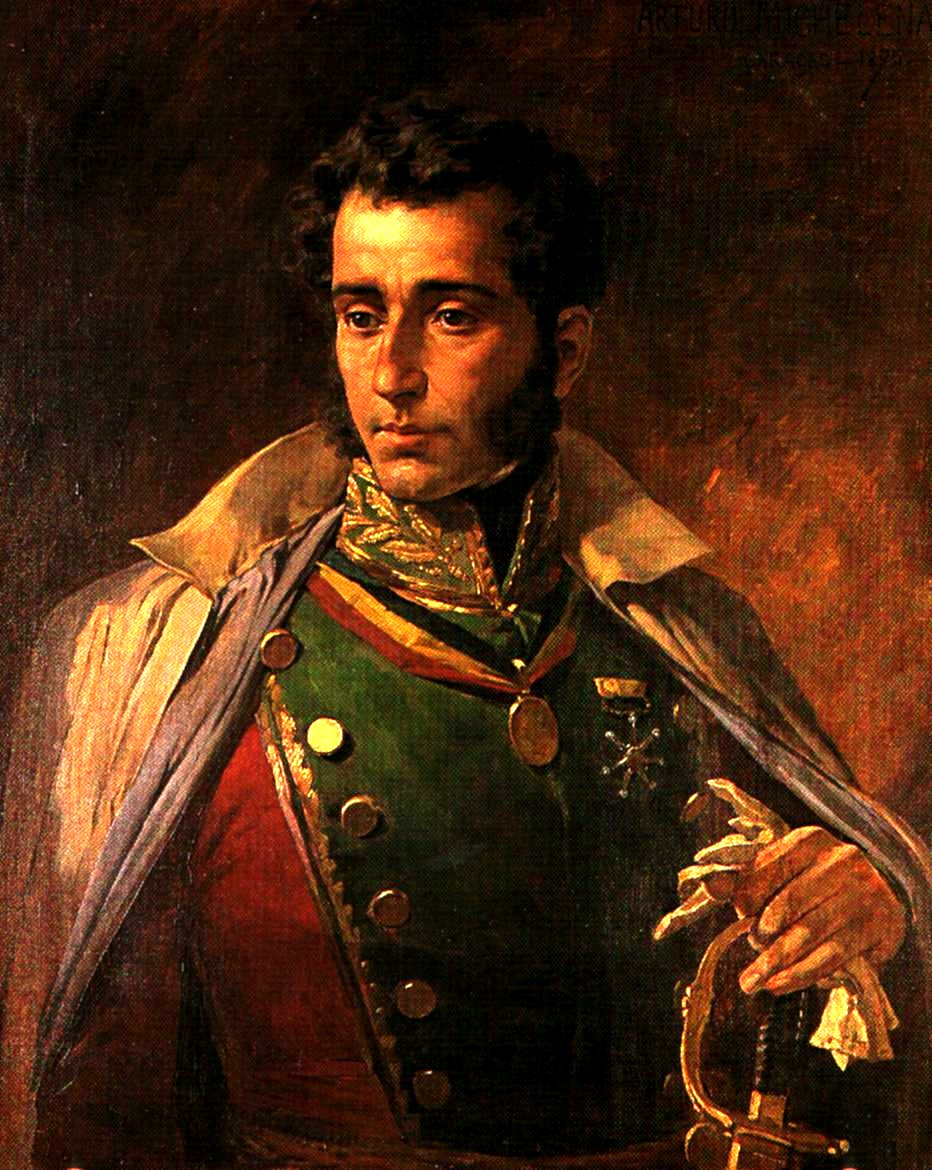
Портрет Антонио Хосе Сукре

## Дальнейшее чтение
- BARGALLÓ CERVELLÓ, PEDRO. 1967: Arturo Michelena. 14 estudios. Banco Industrial de Venezuela. Caracas.
- CALZADILLA, JUAN. 1973: Arturo Michelena. Ernesto Armitano Editor. Caracas.
- CALZADILLA, JUAN. 1981: Obras antológicas de la Galería de Arte Nacional. Editorial La Gran Enciclopedia Vasca. Caracas.
- CARREÑO, EDUARDO. 1948: Arturo Michelena. Caracas: Tipografía Americana.
- CAPRILES, MARÍA CRISTINA y otros. 1989: Arturo Michelena: su obra y su tiempo. Banco Industrial de Venezuela. Caracas.
- ERMINY, PERAN y CALZADILLA, JUAN. 1975: El paisaje como tema en la pintura venezolana. Compañía Shell de Venezuela. Caracas.
- FARIAS MENDOZA, CARMEN. 1965: El neoclasicismo académico en las grandes colecciones privadas de Venezuela. Banco Nacional de Descuento. Caracas.
- FOMBONA PACHANO, JACINTO. 1948: Arturo Michelena: el artista y su obra. Tipografía Americana. Caracas.
- GALERÍA DE ARTE NACIONAL. 1993: Donación Miguel Otero Silva. Arte venezolano en las colecciones de la Galería de Arte Nacional y el Museo de Anzoátegui. Consejo Nacional de la Cultura (CONAC) y Fundación Galería de Arte Nacional.
- GALERÍA DE ARTE NACIONAL. 1998: Genio y obra de Arturo Michelena. Fundación Galería de Arte Nacional. Caracas.
- GOSLINGA, CORNELIS CH. 1967: Estudio biográfico y crítico de Arturo Michelena. Universidad del Zulia. Maracaibo.
- MÉNDEZ Y MENDOZA, JUAN DE DIOS. 1897: Recuerdo de la bendición del cuadro «La multiplicación de los panes» obra del insigne pintor Arturo Michelena, joya artística inaugurada en la Santa Capilla de Caracas el 17 de octubre de 1897. Tipografía La Religión. Caracas.
- MILLAN, CÁNDIDO.1978: Educación Artística 2. Ediciones Eneva. Caracas.
- PÁEZ, RAFAEL. 1968: Arturo Michelena. Edime. Caracas.
- PAZ CASTILLO, FERNANDO Y ROJAS GUARDIA, PABLO (Coordinadores). 1973: Diccionario de las arte plásticas en Venezuela. Gráficas Armitano, Caracas.
- PLANCHART, ENRIQUE. 1973: Arturo Michelena. Ministerio de Educación. Caracas.
- RÖHL, JUAN. 1966: Arturo Michelena 1863—1898: su vida y su obra. Editorial Arte, Caracas.
- SELECCIONES DEL READER’S DIGEST. 1966: Los grandes pintores y sus obras maestras. Reader’s Digest. Ciudad de México.
- CALZADILLA, JUAN. 1997: Arturo Michelena. En: Diccionario multimedia de historia de Venezuela. Fundación Polar. Caracas.
- GARCÍA JIMÉNEZ, LUIS RAFAEL. 2006: Arturo Michelena. En: Mañongo, N.º 26, 2006, pp. 9-24.